# Кайкино
Ка́йкино  — деревня в Бегуницком сельском поселении Волосовского района Ленинградской области.

## История
На карте 1913 года Кайкино не значится.
С 1917 по 1923 год деревня Кайкино входила в состав Бегуницкой волости Петергофского уезда.
С 1923 года в составе Гатчинского уезда. 
Согласно переписи населения СССР 1926 года в составе Бегуницкого сельсовета Бегуницкой волости Троцкого уезда находился населённый пункт Кайкино грунты, где проживали 85 человек, большинство эстонцы, а также русские.
С 1 августа 1927 года деревня Кайкино учитывается административными данными как посёлок Кайкино Волосовского района.
В 1928 году население посёлка Кайкино также составляло 85 человек.
По данным 1933 года Кайкино являлось посёлком, который входил в состав Бегуницкого сельсовета Волосовского района.

План посёлка Кайкино. 1938 год

Согласно топографической карте 1938 года посёлок насчитывал 11 дворов.
C 1 августа 1941 года по 31 декабря 1943 года посёлок находился в оккупации.
С 1963 года в составе Кингисеппского района.
С 1965 года вновь в составе Волосовского района. В 1965 году население посёлка Кайкино составляло 163 человека.
По данным 1966, 1973 и 1990 годов это вновь была деревня Кайкино в составе Бегуницкого сельсовета.
В 1997 году в деревне Кайкино проживал 31 человек, в 2002 году — 51 человек (русские — 90 %), в 2007 году — 48.

## География
Деревня расположена в северной части района на автодороге А180 (E 20) (Санкт-Петербург — Ивангород — граница с Эстонией) «Нарва».
Расстояние до административного центра поселения деревни Бегуницы — 2 км.
Расстояние до ближайшей железнодорожной станции Волосово — 21 км.

## Население
| 1928 | 1965 | 1997 | 2002 | 2007 | 2010 | 2017 |
| ---- | ---- | ---- | ---- | ---- | ---- | ---- |
| 85   | ↗163 | ↘31  | ↗51  | ↘48  | ↗59  | ↘51  |

### Национальный состав
Согласно данным Всероссийской переписи населения 2021 года в деревне проживали 56 человек, из них:
 русские — 50, молдаване — 3, украинцы — 2, армяне — 1 человек.